# Lamellisphecia
Lamellisphecia là một chi bướm đêm thuộc họ Sesiidae.

## Các loài
- Lamellisphecia champaensis  Kallies & Arita, 2004
- Lamellisphecia haematinea  Kallies & Arita, 2004
- Lamellisphecia sumatrana  Fischer, 2005
- Lamellisphecia wiangensis  Kallies & Arita, 2004